# Fatou Bintou Fall
Fatou Bintou Fall (* 23. August 1981 in Tivaonane) ist eine ehemalige senegalesische Leichtathletin, die sich auf den Sprint spezialisiert hat. Ihre größten Erfolge feierte sie mit dem Gewinn der Goldmedaille bei den Afrikaspielen 2003 und den Afrikameisterschaften 2004 über 400 Meter.

## Sportliche Laufbahn
Erste internationale Erfahrungen sammelte Fatou Bintou Fall im Jahr 1999, als sie bei den Juniorenafrikameisterschaften in Tunis mit 12,60 s in der ersten Runde im 100-Meter-Lauf ausschied und über 200 Meter in 25,22 s den siebten Platz belegte. Im Jahr darauf schied sie bei den Juniorenweltmeisterschaften in Santiago de Chile mit 24,71 s im Viertelfinale im 200-Meter-Lauf aus und kam über 100 Meter mit 12,24 s nicht über den Vorlauf hinaus. 2001 startete sie mit der senegalesischen 4-mal-400-Meter-Staffel bei den Weltmeisterschaften im kanadischen Edmonton, verpasste dort aber mit 3:30,03 min den Finaleinzug. Im Jahr darauf schied sie bei den Afrikameisterschaften in Radès mit 56,10 s in der Vorrunde im 400-Meter-Lauf aus und wurde mit der 4-mal-100-Meter-Staffel disqualifiziert. 2003 schied sie bei den Weltmeisterschaften in Paris mit 52,35 s in der ersten Runde über 400 Meter aus und wurde mit der 4-mal-400-Meter-Staffel im Finale disqualifiziert. Anschließend nahm sie erstmals an den Afrikaspielen in Abuja teil und siegte dort in 51,38 s über 400 Meter und sicherte sich in 45,42 s gemeinsam mit Aïssatou Badji, Aminata Diouf und Aïda Diop die Bronzemedaille in der 4-mal-100-Meter-Staffel hinter den Teams aus Nigeria und Südafrika. Im Jahr darauf siegte sie in 50,62 s bei den Afrikameisterschaften in Brazzaville und gewann dort in 3:29,41 min gemeinsam mit Mame Tacko Diouf, Aïda Diop und Amy Mbacké Thiam auch die Goldmedaille in der 4-mal-400-Meter-Staffel. Anschließend nahm sie an den Olympischen Sommerspielen in Athen teil und schied dort mit 51,21 s im Halbfinale über 400 Meter aus und verpasste mit der Staffel mit 3:35,18 min den Finaleinzug.
2005 schied sie bei den Weltmeisterschaften in Helsinki mit 52,35 s im Semifinale über 400 Meter aus und schied mit der Staffel mit 3:29,03 min im Vorlauf aus. Anschließend gewann sie bei der Sommer-Universiade in Izmir in 51,33 s die Silbermedaille über 400 Meter hinter der Russin Natalja Nasarowa und auch bei den Spielen der Frankophonie in Niamey gewann sie in 52,57 s die Silbermedaille und musste sich dort nur der Tschaderin Kaltouma Nadjina geschlagen geben. 2007 nahm sie erneut an den Afrikaspielen in Algier teil und schied dort mit 53,03 s im Halbfinale über 400 Meter aus und belegte in 3:34,88 min den vierten Platz in der 4-mal-400-Meter-Staffel und wurde in der 4-mal-100-Meter-Staffel in 45,26 s Fünfte. 2008 schied sie bei den Afrikameisterschaften in Addis Abeba mit 54,83 s in der Vorrunde über 400 Meter aus und im Jahr darauf siegte sie in 51,65 s bei der Sommer-Universiade in Belgrad und gewann dort in 3:36,33 min auch die Bronzemedaille im Staffelbewerb hinter den Teams aus Kanada und Russland. Anschließend schied sie bei den Weltmeisterschaften in Berlin mit 54,46 s in der ersten Runde aus und gewann dann bei den Spielen der Frankophonie in Beirut in 52,90 s die Silbermedaille hinter der Tschaderin Kaltouma Nadjina und auch mit der Staffel gewann sie in 3:36,27 min die Silbermedaille hinter dem kanadischen Team. Sie setze ihre Karriere ohne größeren Erfolge bis ins Jahr 2013 fort und beendete dann ihre aktive sportliche Laufbahn im Alter von 31 Jahren.
2001 wurde Fall senegalesische Meisterin im 200-Meter-Lauf sowie 2003 über 400 Meter. 2003 wurde sie zudem französische Meisterin im 400-Meter-Lauf.

## Persönliche Bestleistungen
- 100 Meter: 12,24 s (+1,1 m/s), 17. Oktober 2000 in Santiago de Chile
- 200 Meter: 23,18 s (+1,7 m/s), 23. Juli 2005 in Sestriere
  - 200 Meter (Halle): 25,05 s, 24. Februar 2008 in Gent
- 400 Meter: 50,62 s, 16. Juli 2004 in Brazzaville